# إينولينيز
اينوليز، المعروف أيضا باسم هيدرازاز فوسفوبيروفات، هو ميتالونيز مسؤولة عن الحفز لتحويل 2-فوسفوغليسريدس (2 -gg) إلى فوسفينولبيروفات (بيب)، والخطوة التاسعة والأخيرة من التحلل. التفاعل الكيميائي يحفزها اينوليز هو
2-phospho-D-glycerate ⇌ {\displaystyle \rightleftharpoons } \rightleftharpoons phosphoenolpyruvate + H2O
في البشر هناك ثلاث وحدات من اينوليز، α، β، و، ، كل ترميز من قبل جين منفصل يمكن الجمع بين لتشكيل خمسة إيسوسومات مختلفة: αα، αβ، α ،، ββ، و γ .. [3] [6] ثلاثة من هذه الأيزومرات (جميع هوموديمرز) هي أكثر شيوعا في الخلايا البشرية البالغة من غيرها:
Αα أو غير غير العصبية (N)، والذي يوجد في مجموعة متنوعة من الأنسجة، بما في ذلك الكبد والدماغ والكلى والطحال والدهنية.
وهو موجود في بعض المستويات في جميع الخلايا البشرية الطبيعية. المعروف أيضا باسم اينوليز 1
Ββ أو انولاز محددة (مس) العضلات. المعروف أيضا باسم انولاز 3. يقتصر هذا الإنزيم إلى حد كبير في العضلات كما هو موجود في مستويات عالية جدا في العضلات
Γ أو أو الخلايا العصبية إينولاس (نس). المعروف أيضا باسم اينوليز 2. يعبر عن مستويات عالية جدا في الخلايا العصبية والأنسجة العصبية، حيث أنها يمكن أن تمثل ما يصل إلى 3٪ من البروتين الكلي للذوبان. ويعبر عنه بمستويات أقل بكثير في معظم خلايا الثدييات.
عندما تكون موجودة في الخلية نفسها، إيسوزيميتس مختلفة تشكل بسهولة متغايرات
اينوليز هو عضو في الفصيلة الكبيرة اينوليز. لديها وزن جزيئي من 82,000-100,000 دالتون اعتمادا على الإسوية. [3] [4] في انولاز ألفا الإنسان، وهما وحدات فرعية هي أنتيباراليل في التوجه بحيث Glu20 من وحدة فرعية واحدة تشكل الرابطة الأيونية مع Arg414 من الوحدة الفرعية الأخرى. [3] لكل وحدة فرعية مجالين متميزين. يتكون المجال N-ترمينال الأصغر من ثلاثة α-هيليسز وأربع أوراق.. [3] [6] يبدأ المجال C- الطرفية أكبر مع اثنين من أوراق followed تليها اثنين من α-هيليسيس وينتهي مع برميل تتألف من بالتناوب β صفائح و α-هليسس رتبت بحيث يتم محاطة صفائح بيتا—هليسس. [ 3] [6] إن إنزيم المدمجة، هيكل كروي ينتج من تفاعلات مسعور كبيرة بين هذين المجالين

## روابط خارجية
- Inulinase في المكتبة الوطنية الأمريكية للطب نظام فهرسة المواضيع الطبية (MeSH).